# Ounalashkastylus
Ounalashkastylus — вимерлий рід Desmostylidae, що мешкав на Алясці в епоху міоцену. Він відомий за одним видом, Ounalashkastylus tomidai.